# Бензин, еда, жильё
«Бензин, еда, жильё» (англ. Gas Food Lodging) — американский фильм режиссёра Эллисон Андерс, вышедший на экраны в 1992 году.

## Сюжет
Фильм рассказывает историю официантки Норы и её двух дочерей. Семья живёт в трейлере и еле сводит концы с концами. Однажды Труди, старшая дочь Норы, мечтающая вырваться из нищеты, знакомится с парнем по имени Дэнк.

## Актёрский состав
- Брук Адамс — Нора
- Айони Скай — Труди
- Файруза Балк — Шейд
- Джеймс Бролин — Джон Эванс
- Роберт Нэппер — Данк
- Дэвид Лэнсбери — Гамлет
- Джейкоб Варгас — Хавьер
- Донован Литч — Дариус
- Крис Малки — Рэймонд

## Саундтрек
В 1992 году лейблом звукозаписи Elektra Records был выпущен саундтрек к фильму «Бензин, еда, жильё», состоящий из 28 треков.

## Награды
В 1993 году Файруза Балк, исполнившая в фильме роль Шейд, получила американскую кинопремию «Независимый дух» за лучшую женскую роль.